# Jabalpur Cantonment
Jabalpur Cantonment is een kantonnement in het district Jabalpur van de Indiase staat Madhya Pradesh. 

## Demografie
Volgens de Indiase volkstelling van 2001 wonen er 66.482 mensen in Jabalpur Cantonment, waarvan 59% mannelijk en 41% vrouwelijk is. De plaats heeft een alfabetiseringsgraad van 84%. 